# Izgovor starogrčkog u nastavi
Proučavatelji starogrčke književnosti u različitim vremenima i na različitim mjestima izgovarali su starogrčki na različite načine. Ovaj članak pokriva te izgovore; moderna znanstvena rekonstrukcija njegovog drevnog izgovora potvrđena je starogrčkom fonologijom.

## Grčki svijet
Među govornicima modernoga grčkog, od Bizantskog Carstva do moderne Grčke, Cipra i grčke dijaspore, grčki tekstovi iz svakog razdoblja uvijek su se izgovarali korištenjem onodobnog lokalnog grčkog izgovora. Ta metoda olakšava prepoznavanje mnogih riječi koje su ostale iste ili slične u pisanom obliku iz jednog razdoblja u drugo. Među klasičnim filolozima taj načine se često naziva Reuchlinijskim izgovorom, prema renesansnom učenjaku Johannu Reuchlinu, koji je branio njegovu upotrebu na Zapadu u 16. stoljeću.
Ipak, grčki udžbenici za srednje obrazovanje daju sažeti opis rekonstruiranog izgovora starogrčkog. To uključuje razlikovanje kratkih i dugih samoglasnika i različitih naglasaka; izgovor »teškog haka« (spiritus asper) kao /h/ i izgovor β, γ i δ kao okluziva i diftonga kao takvih. Međutim, često se ne spominju drevni aspirirani izgovori θ, φ i χ koji su se razlikovali od modernoga frikativnog izgovora.

## Istočna pravoslavna crkva
Teološki fakulteti i škole povezane ili pripadajuće Istočnoj pravoslavnoj crkvi također koriste moderni grčki izgovor, nasljedujući time tradiciju Bizantskog Carstva.

## Renesansna znanost
Proučavanje grčkog na Zapadu znatno se proširilo tijekom renesanse, posebice nakon pada Carigrada 1453. godine, kada su mnogi bizantski učenjaci došli u zapadnu Europu. Grčki su se tekstovi tada uglavnom izgovorali srednjovjekovnim grčkim izgovorom koji je blizak modernomu grčkom.
Počevši oko 1486. godine, razni znanstvenici (osobito Antonio iz Nebrije, Girolamo Aleandro i Aldo Manuzio) ocijenili su da izgovor nije u skladu s opisima koje su prenijeli drevni gramatičari te su predložili alternativne izgovore. Ovo je kulminiralo Erazmovim dijalogom De recta Latini Graecique sermonis pronuntiatione (»O točnom izgovoru latinskih i grčkih riječi«) izdanom 1528. godine. Sustav koji je on predložio naziva se erazmijanski izgovor.

## Hrvatska
U hrvatskoj školskoj praksi ustalila se, kao u drugim tradicijama, posebna vrsta izgovora grčkoga jezika prilagođena hrvatskoj fonologiji. Vokali se izgovaraju prema hrvatskim ekvivalentima, slovo ipsilon izgovara se kao hrvatsko /i/ ili /u/, diftonzi se izgovaraju tako da se oba glasa čuju, osim dvoglasnika ου koji se čita kao /u/. Potpisana jota ne izgovara se. Samoglasnici se također izgovaraju slijedeći hrvatsku fonologiju. Skup dviju gama glasi /ng/, slovo theta kao slijed /th/, a slova fi i hi kao hrvatsko /f/ i /h/. Slovo sigma pred glasovima /b/, /d/, /g/ i /m/ izgovara se zvučno, kao glas /z/.
Takozvani teški hak (spiritus asper) izgovara se kao hrvatsko h.
Naglasak, odnosno akut, ovisno o dužini, čita se kao hrvatski kratkosilazni ili dugouzlazni naglasak, a cirkumfleks kao hrvatski dugosilazni.